# Howard Kendall
Howard Kendall (Gateshead, 22 de mayo de 1946-Southport, 17 de octubre de 2015) fue un entrenador y jugador de fútbol británico que se desempeñaba en la posición de centrocampista.

## Biografía
Empezó a formarse como futbolista en 1961 en el equipo reserva del Preston North End FC. En la temporada siguiente subió al primer equipo, debutando en 1963 y jugando la final de la FA Cup de 1964 contra el West Ham United, convirtiéndose en el segundo jugador más joven en jugar una final en el Estadio Wembley con 17 años y 345 días. En marzo de 1967 se unió al Everton FC por 85.000 libras, formando un trío en el centro del campo con Alan Ball y Colin Harvey, siendo llamados «The Holy Trinity». Se hizo con la Football League First Division en 1970, siendo además el capitán del equipo durante los tres años siguientes. En febrero de 1974 fue traspasado al Birmingham City FC para las cuatro temporadas siguientes. En agosto de 1977 se unió al Stoke City FC por 40.000 libras hasta 1979. Posteriormente fue traspasado al Blackburn Rovers FC ejerciendo el cargo de jugador-entrenador. En 1981 ejerció el mismo cargo en el Everton FC, retirándose al final de la temporada y desempeñando solo el cargo de entrenador hasta 1987. También entrenó al Athletic Club, Manchester City FC, Skoda Xanthi FC, Notts County FC, Sheffield United FC y finalmente al Ethnikos Piraeus FC, último equipo que entrenó en 1999.
Falleció el 17 de octubre de 2015 en Southport a los 69 años de edad.

## Clubes

### Como futbolista
| Club | Temporada | Liga            | Liga     | Liga  | Copa     | Copa  | Copa de la liga | Copa de la liga | Otro (1) | Otro (1) | Total    | Total |
| Club | Temporada | División        | Partidos | Goles | Partidos | Goles | Partidos        | Goles           | Partidos | Goles    | Partidos | Goles |
| --- | --------- | --------------- | -------- | ----- | -------- | ----- | --------------- | --------------- | -------- | -------- | -------- | ----- |
| Preston North End | 1962–63   | Second Division | 2        | 0     | 0        | 0     | 0               | 0               | 0        | 0        | 2        | 0     |
| Preston North End | 1963–64   | Second Division | 9        | 1     | 5        | 1     | 0               | 0               | 0        | 0        | 14       | 2     |
| Preston North End | 1964–65   | Second Division | 29       | 7     | 2        | 1     | 1               | 0               | 0        | 0        | 32       | 8     |
| Preston North End | 1965–66   | Second Division | 39       | 4     | 6        | 0     | 3               | 0               | 0        | 0        | 48       | 4     |
| Preston North End | 1966–67   | Second Division | 25       | 1     | 1        | 0     | 2               | 0               | 0        | 0        | 28       | 1     |
| Preston North End | Total     | Total           | 104      | 13    | 14       | 2     | 6               | 0               | 0        | 0        | 124      | 15    |
| Everton | 1966–67   | First Division  | 4        | 0     | 0        | 0     | 0               | 0               | 0        | 0        | 4        | 0     |
| Everton | 1967–68   | First Division  | 38       | 6     | 6        | 1     | 2               | 2               | 0        | 0        | 46       | 9     |
| Everton | 1968–69   | First Division  | 29       | 1     | 3        | 0     | 4               | 0               | 0        | 0        | 36       | 1     |
| Everton | 1969–70   | First Division  | 36       | 4     | 1        | 0     | 4               | 1               | 0        | 0        | 41       | 5     |
| Everton | 1970–71   | First Division  | 40       | 2     | 6        | 2     | 0               | 0               | 7        | 3        | 53       | 7     |
| Everton | 1971–72   | First Division  | 35       | 4     | 4        | 0     | 0               | 0               | 0        | 0        | 39       | 4     |
| Everton | 1972–73   | First Division  | 40       | 4     | 2        | 0     | 1               | 0               | 0        | 0        | 43       | 4     |
| Everton | 1973–74   | First Division  | 7        | 0     | 1        | 0     | 0               | 0               | 0        | 0        | 8        | 0     |
| Everton | Total     | Total           | 229      | 21    | 23       | 3     | 11              | 3               | 7        | 3        | 270      | 30    |
| Birmingham City | 1973–74   | First Division  | 15       | 1     | 0        | 0     | 0               | 0               | 0        | 0        | 15       | 1     |
| Birmingham City | 1974–75   | First Division  | 39       | 4     | 6        | 1     | 1               | 0               | 6        | 0        | 52       | 5     |
| Birmingham City | 1975–76   | First Division  | 36       | 8     | 1        | 0     | 2               | 0               | 0        | 0        | 39       | 8     |
| Birmingham City | 1976–77   | First Division  | 25       | 3     | 2        | 1     | 1               | 0               | 0        | 0        | 28       | 4     |
| Birmingham City | Total     | Total           | 115      | 16    | 9        | 2     | 4               | 0               | 6        | 0        | 134      | 18    |
| Stoke City | 1977–78   | Second Division | 42       | 7     | 2        | 0     | 1               | 0               | 0        | 0        | 45       | 7     |
| Stoke City | 1978–79   | Second Division | 40       | 2     | 1        | 0     | 5               | 1               | 0        | 0        | 46       | 3     |
| Stoke City | Total     | Total           | 82       | 9     | 3        | 0     | 6               | 1               | 0        | 0        | 91       | 10    |
| Blackburn Rovers | 1979–80   | Third Division  | 41       | 2     | 6        | 0     | 4               | 1               | 2        | 0        | 53       | 3     |
| Blackburn Rovers | 1980–81   | Second Division | 38       | 4     | 0        | 0     | 3               | 0               | 2        | 0        | 43       | 4     |
| Blackburn Rovers | Total     | Total           | 79       | 6     | 6        | 0     | 7               | 1               | 4        | 0        | 96       | 7     |
| Everton | 1981–82   | First Division  | 4        | 0     | 1        | 0     | 1               | 0               | 0        | 0        | 6        | 0     |
| Everton | Total     | Total           | 4        | 0     | 1        | 0     | 1               | 0               | 0        | 0        | 6        | 0     |
| Total | Total     | Total           | 613      | 65    | 56       | 7     | 35              | 5               | 17       | 3        | 721      | 80    |
| (1) La columna «Otro» constituye los partidos y goles en la Copa Anglo-Escocesa, Copa de Europa y la FA Charity Shield. |           |                 |          |       |          |       |                 |                 |          |          |          |       |

### Como entrenador
| Equipo           | Desde                   | Hasta                   | Estadística | Estadística | Estadística | Estadística | Estadística |
| Equipo           | Desde                   | Hasta                   | Par.        | G           | E           | P           | % G         |
| ---------------- | ----------------------- | ----------------------- | ----------- | ----------- | ----------- | ----------- | ----------- |
| Blackburn Rovers | 1 de junio de 1979      | 31 de mayo de 1981      | 105         | 48          | 33          | 24          | 45.71       |
| Everton          | 31 de mayo de 1981      | 18 de junio de 1987     | 327         | 177         | 76          | 74          | 54.13       |
| Athletic Club    | 18 de junio de 1987     | 11 de noviembre de 1989 | 102         | 44          | 29          | 29          | 43.14       |
| Manchester City  | 6 de diciembre de 1989  | 5 de noviembre de 1990  | 39          | 13          | 18          | 8           | 33.33       |
| Everton          | 5 de noviembre de 1990  | 4 de diciembre de 1993  | 154         | 58          | 39          | 57          | 37.66       |
| Skoda Xanthi     | 1 de julio de 1994      | 31 de diciembre de 1994 | N/D         | N/D         | N/D         | N/D         | N/D         |
| Notts County     | 12 de enero de 1995     | 1 de abril de 1995      | 15          | 4           | 4           | 7           | 26.67       |
| Sheffield United | 12 de diciembre de 1995 | 27 de junio de 1997     | 82          | 34          | 27          | 21          | 41.46       |
| Everton          | 27 de junio de 1997     | 25 de junio de 1998     | 42          | 11          | 13          | 18          | 26.19       |
| Ethnikos Piraeus | 1 de julio de 1998      | 1 de marzo de 1999      | 12          | N/D         | N/D         | N/D         | N/D         |
| Total            | Total                   | Total                   | 866         | 389         | 239         | 238         | 44.92       |

## Palmarés

### Como futbolista

#### Campeonatos nacionales
| Título                         | Club       | País       | Año  |
| ------------------------------ | ---------- | ---------- | ---- |
| Football League First Division | Everton FC | Inglaterra | 1970 |
| FA Community Shield            | Everton FC | Inglaterra | 1970 |

### Como entrenador

#### Campeonatos nacionales
| Título                         | Club       | País       | Año  |
| ------------------------------ | ---------- | ---------- | ---- |
| Football League First Division | Everton FC | Inglaterra | 1985 |
| Football League First Division | Everton FC | Inglaterra | 1987 |
| FA Cup                         | Everton FC | Inglaterra | 1984 |
| FA Community Shield            | Everton FC | Inglaterra | 1985 |
| FA Community Shield            | Everton FC | Inglaterra | 1986 |
| FA Community Shield            | Everton FC | Inglaterra | 1987 |

#### Campeonatos internacionales
| Título                      | Club       | País       | Año  |
| --------------------------- | ---------- | ---------- | ---- |
| Recopa de Europa de la UEFA | Everton FC | Inglaterra | 1985 |